# Tocqueville-en-Caux
Tocqueville-en-Caux är en kommun i departementet Seine-Maritime i regionen Normandie i norra Frankrike. Kommunen ligger i kantonen Bacqueville-en-Caux som tillhör arrondissementet Dieppe. År 2022 hade Tocqueville-en-Caux 141 invånare.

## Befolkningsutveckling
Antalet invånare i kommunen Tocqueville-en-Caux
| Referens: INSEE |